# Porphyrinia leucodesma
Porphyrinia leucodesma là một loài bướm đêm trong họ Noctuidae.